# Silke Schneider
Silke Schneider (* 2. September 1967) ist eine deutsche Juristin und Politikerin (Bündnis 90/Die Grünen). Seit 2024 ist sie Finanzministerin Schleswig-Holsteins. Zuvor war sie von 2014 bis 2020 Staatssekretärin des Landes Schleswig-Holstein und von 2020 bis 2024 Präsidentin des Landgerichts Lübeck. Zudem war sie von 2021 bis 2024 Richterin am Landesverfassungsgericht Schleswig-Holstein.

## Leben
Schneider studierte Rechtswissenschaften in Köln und Hamburg, war ab 1997 Richterin und zwischen 2006 und 2009 Vorsitzende Richterin am Landgericht Lübeck. Von 2008 bis 2010 war die Juristin als Gleichstellungsbeauftragte im Justizministerium des Landes Schleswig-Holstein tätig. Zwischen 2009 und 2014 hatte die Juristin das Amt der Direktorin des Amtsgerichts Bad Segeberg inne. Im Jahr 2014 wurde sie an der Freien Universität Berlin mit einer Dissertation zum Thema Vertraulichkeit der Mediation zum Doktor der Rechte promoviert.
Am 15. April 2014 wurde Silke Schneider von Minister Robert Habeck zur Staatssekretärin für die Bereiche Landwirtschaft, Umwelt und Räume im Ministerium für Energiewende, Landwirtschaft, Umwelt und ländliche Räume des Landes Schleswig-Holstein im Kabinett Albig berufen. Von Juni 2017 bis Juni 2020 amtierte sie als Staatssekretärin im Finanzministerium unter Monika Heinold. Ihre Nachfolgerin im Finanzministerium wurde Silke Torp.
Vom 1. Juni 2020 bis zum 31. Juli 2024 war Silke Schneider Präsidentin des Landgerichts Lübeck. Ihre Ernennung hatte sich wegen eines Verfahrens vor dem Verwaltungsgericht Schleswig verzögert. Die Richter befanden im Mai 2020, das Justizministerium sei zu Recht davon ausgegangen, dass Schneider das Anforderungsprofil erfülle. Die Einordnung der vorübergehend in die Politik gewechselten Staatssekretärin als Richterin sei nicht zu beanstanden. Ihre Bewährung in der Rechtsprechung stehe aufgrund ihrer früheren richterlichen Tätigkeit fest.
Der Ausschuss zur Vorbereitung der Wahl der Mitglieder des Landesverfassungsgerichts schlug dem Landtag von Schleswig-Holstein vor, in der Sitzung vom 20. November 2020 Silke Schneider für die Amtszeit vom 1. Januar 2021 bis 31. Dezember 2032 zum Mitglied zu wählen. Der Landtag folgte dieser Empfehlung. Sie amtierte bis zu ihrem Amtsantritt als Ministerin.
Am 1. August 2024 übernahm Schneider das Amt der Finanzministerin des Landes Schleswig-Holstein im Kabinett Günther II von der bisherigen Amtsinhaberin Monika Heinold.

## Engagement
Silke Schneider war eine der Erstunterzeichnerinnen des Offenen Briefes an den Richterwahlausschuss: Faire Berücksichtigung von Frauen bei den Bundesrichterwahlen am 2. Juli 2020, den der Deutsche Juristinnenbund e. V. initiiert hatte.
Ein wesentliches Anliegen ist ihr seit ihren beruflichen Anfängen die Mitbestimmung. Sie war in ihrer Zeit als Richterin auf Probe Gründungsmitglied im sogenannten Proberichterrat und kandidierte 2011 für die Neue Richtervereinigung für den Hauptrichterrat. Dabei liegt ihr die ausgewogene Zusammensetzung der Mitbestimmungsgremien besonders am Herzen. Wichtig ist ihr auch, dass für Richterinnen gute Möglichkeiten zur beruflichen Weiterbildung geschaffen werden.

## Privates
Silke Schneider war u. a. mit Hartmut Schneider, Vizepräsident des Landgerichts Lübeck, verheiratet und ist Mutter von sechs Kindern aus zwei Ehen. Sie lebt in Lübeck.

## Schriften
- Vertraulichkeit der Mediation: Schutz und Grenzen durch das Straf- und Strafprozessrecht. Bremen: Europäischer Hochschulverlag 2014, ISBN 978-3-86741-809-6, zugl. Diss. FU Berlin, Fachbereich Rechtswissenschaft, 2014
- Vertrauen in die Vertraulichkeit – nur bedingt berechtigt in: Konfliktdynamik, Jahrgang 6, Heft 1, 2017,  ISSN print: 2193-0147, doi:10.21706/kd-6-1-18, S. 18–25